# 瓦伦霍斯特
瓦伦霍斯特是德国下萨克森州的一个市镇。总面积47.18平方公里，总人口23557人，其中男性11559人，女性11998人（2011年12月31日），人口密度499人/平方公里。